# Gregor Fisher
Gregor Fisher est un acteur et scénariste écossais, né le 22 décembre 1953 à Glasgow.

## Filmographie

### Cinéma
- 1983 : Les Cœurs captifs (Another Time, Another Place) : Beel
- 1984 : 1984 (Nineteen Eighty-Four) : Parsons
- 1986 : The Girl in the Picture : Bill
- 1987 : Sur la route de Nairobi (White Mischief) : McPherson
- 1988 : Élémentaire, mon cher... Lock Holmes (Without a Clue) : Bobby at Warehouse
- 1988 : Le Complot (To Kill a Priest)
- 2003 : Love Actually : Joe
- 2004 : The Merchant of Venice : Solanio
- 2005 : Lassie : Mapes
- 2010 : Petits Meurtres à l'anglaise (Wild Target) de Jonathan Lynn : Mike

### Télévision
- 1978 : Scotch & Wry (série télévisée) : rôles variés
- 1982 : Foxy Lady (série télévisée) : Hector Ross
- 1986 : Naked Video (série télévisée) : rôles variés
- 1986 : Blood Red Roses (téléfilm) : Alex McGuigan
- 1990 : Silent Mouse (téléfilm)
- 1994 : The Tales of Para Handy (série télévisée) : Para Handy
- 1995 : Kidnapped (téléfilm) : Gahlsan
- 2000 : Brotherly Love (en) (série télévisée) : Hector Robertson
- 2000 : Gormenghast (feuilleton télévisé) : Fly
- 2000 : Les Enfants du chemin de fer (The Railway Children) (téléfilm) : Perks
- 2001 : The Life and Adventures of Nicholas Nickleby (téléfilm) : Mr. Squeers
- 2005 : Kidnapped (téléfilm) : James Stewart of the Glen
- 2006 : Missing (téléfilm) : inspecteur Doug
- 2018 : ABC contre Poirot (The ABC Murders) (mini-série)

### Autres
- 1986 : Scotch & Wry (vidéo) : rôles variés
- 1987 : Double Scotch & Wry (vidéo) : rôles variés
- 1990 : Triple Scotch & Wry (vidéo) : rôles variés